# Chadinga Conservation Park
Chadinga Conservation Park är en park i Australien. Den ligger i delstaten South Australia, omkring 630 kilometer nordväst om delstatshuvudstaden Adelaide.
Trakten runt Chadinga Conservation Park är nära nog obefolkad, med mindre än två invånare per kvadratkilometer.. Närmaste större samhälle är Penong, omkring 20 kilometer öster om Chadinga Conservation Park.
Omgivningarna runt Chadinga Conservation Park är i huvudsak ett öppet busklandskap. Stäppklimat råder i trakten. Genomsnittlig årsnederbörd är 303 millimeter. Den regnigaste månaden är maj, med i genomsnitt 69 mm nederbörd, och den torraste är oktober, med 4 mm nederbörd.